# (22429) Jurašek
Pour les articles homonymes, voir Jurasek.
(22429) Jurašek, désignation internationale (22429) Jurasek, est un astéroïde de la ceinture principale.

## Description
(22429) Jurasek est un astéroïde de la ceinture principale. Il fut découvert le 22 février 1996 à Modra par Adrián Galád et Alexander Pravda. Il présente une orbite caractérisée par un demi-grand axe de 2,67 UA, une excentricité de 0,07 et une inclinaison de 22,8° par rapport à l'écliptique.
Il fut nommé en hommage à Pavel Jurašek (d)  (1955-2008), astronome amateur tchécoslovaque. 

## Compléments